# Cyrtochilum cryptocopis
Cyrtochilum cryptocopis es una especie de orquídea.  Las especies de Cyrtochilum han sido segregadas del género Oncidium debido a sus largos rizomas con espaciados pseudobulbo con 3 o 4 pares de largas hoja alrededor de la base, con una inflorescencia con muchas flores de gran tamaño.

## Descripción
Son orquídeas de mediano tamaño con hábitos de epifita, con un muy estrecho pseudobulbo ovoide a cilíndrico,  comprimido lateralmente y envuelto basalmente por 3 pares de vainas dísticas, imbricadas  y que lleva 2 hojas, apicales, oblongas, lineales, disminuyendo tanto apical como basalmente en forma de cinta, y agudas. Florece en una inflorescencia axilar de 100 a 150 cm  de largo, en trenza, con muchas flores, inflorescencias paniculada que es poco ramificada y tiene 1 a unas pocas flores en cada rama.

## Distribución
Se encuentra en el suroeste de Ecuador y Perú en la vertiente occidental de los Andes a una altura alrededor de 1.800 metros.   

## Taxonomía
Cyrtochilum cryptocopis fue descrito por (Rchb.f.) Kraenzl. y publicado en Notizblatt des Botanischen Gartens und Museums zu Berlin-Dahlem 7: 92. 1917.
Etimología
Cyrtochilum: nombre genérico que deriva del griego y que se refiere al labelo curvado que es tan rígido que es casi imposible de enderezar.
cryptocopis: epíteto latíno que se refiere a la forma de los labios en forma de violín que sólo se revela cuando se pulsa.
Sinonimia
- Oncidium cryptocopis Rchb.f.[3][4]